# Туполевская улица (Санкт-Петербург)
Ту́полевская улица — улица в Приморском районе Санкт-Петербурга. Проходит от Богатырского проспекта до Байконурской улицы.

## История
Улица получила название 7 июля 1993 года в честь Андрея Николаевича Туполева — русского советского авиаконструктора.
Первоначально проходила от Богатырского проспекта до проспекта Сизова. В 2013 году была продлена до Байконурской улицы.

## Транспорт
Ближайшая к Туполевской улице станция метро — «Комендантский проспект» 5-й (Фрунзенско-Приморской) линии.

## Пересечения
- Богатырский проспект
- Комендантский проспект
- проспект Сизова
- Байконурская улица

## Достопримечательности
- Академия фигурного катания
- «Максидом»